# 菲利普斯堡鎮區 (密蘇里州拉克利德縣)
菲利普斯堡鎮區（英語：Phillipsburg Township）是位於美國密蘇里州拉克利德縣的一個行政鎮區。

## 地方資料
菲利普斯堡鎮區的面積為162.54平方千米，當中陸地面積為162.31平方千米，而水域面積為0.23平方千米。根據2020年美國人口普查的數據，當地共有人口1591人，而人口密度為每平方千米9.79人。